# Piper lauterbachii
Piper lauterbachii är en pepparväxtart som beskrevs av C. Dc.. Piper lauterbachii ingår i släktet Piper och familjen pepparväxter. Inga underarter finns listade i Catalogue of Life.